# Estanislao López
Estanislao López (Santa Fe, 22 novembre 1786 – Santa Fe, 15 giugno 1838) è stato un militare e politico argentino. Fu governatore della provincia di Santa Fe tra il 1818 e il 1838 e una delle più importanti figure tra i federales argentini. Strenuo oppositore del Direttorio, partecipò alla prima fase delle guerre civili argentine, nella quale contribuì in modo determinante alla dissoluzione del sistema di governo instauratosi a Buenos Aires dopo la Rivoluzione di Maggio. Dopo aver contrastato i tentativi di invasione da parte del generale unitario José María Paz perse gradualmente potere negli ultimi anni della sua vita, che videro l'ascesa a Buenos Aires del suo alleato e rivale Juan Manuel de Rosas.

## Biografia

### L'ascesa al potere
Estanislao López nacque nel 1786 dal capitano spagnolo Juan Manuel Roldán e da María Antonia López; i due si sposarono solo dopo la nascita dei loro tre figli, che presero per questo il cognome della madre. Dopo la Rivoluzione di Maggio entrò nell'esercito con cui Manuel Belgrano tentò l'invasione di Corrientes e del Paraguay; preso prigioniero nella battaglia di Tacuarí, fu inviato a Montevideo a bordo della nave spagnola Flora, dalla quale riuscì a fuggire gettandosi in mare. Raggiunta a nuoto la costa, entrò nell'esercito patriottico che assediava la città sotto la guida di José Rondeau.
Tornato a Santa Fe, fu ufficiale delle milizie di frontiera; dalla sua posizione strinse alleanza con Francisco Ramírez, luogotenente di José Gervasio Artigas ad Entre Ríos, per rovesciare il governatore provinciale Mariano Vera. I due promossero una sollevazione che costrinse Vera alle dimissioni; dopodiché López si presentò nella capitale provinciale e si fece nominare governatore.
La conquista del potere ad Entre Ríos e Santa Fe da parte di due caudillos alleati di Artigas, e quindi fieramente avversi al potere centralista del Direttorio, spinse quest'ultimo ad inviare due distinti eserciti contro López. Il primo, proveniente da Córdoba e comandato da Juan Bautista Bustos, fu attaccato di sorpresa il 7 novembre 1818 al Fraile Muerto e derubato dei suoi cavalli; il secondo, guidato da Juan Ramón Balcarce, riuscì a sconfiggerlo nella battaglia del Passo di Aguirre e ad entrare nella capitale ma, spossato da continue azioni di guerriglia, si dovette ritirare a Rosario all'arrivo di un contingente militare inviato da Ramírez in aiuto a López. Balcarce fu presto costretto ad abbandonare anche questa città, incalzato dalle truppe di López.

### Lo statuto provinciale
All'inizio del 1819 il Direttore Supremo Juan Martín de Pueyrredón lanciò ancora le truppe di Bustos contro il governatore di Santa Fe. Questi riuscì a calare rapidamente sull'esercito direttoriale impegnandolo nella battaglia di La Herradura; lo scontro si risolse senza un vero vincitore, ma riuscì a bloccare l'invasione. Un secondo contingente, affidato da Buenos Aires al comando di Juan José Viamonte, fu anch'esso sconfitto e, asserragliatosi a Rosario, assediato da López. I due comandanti concordarono però un armistizio, che fu confermato il 12 aprile 1819 dalla firma di un accordo tra Manuel Belgrano e lo stesso López.
Approfittando del breve periodo di pace, López fece redigere uno statuto provinciale di carattere repubblicano, nel quale prevedeva la separazione dei poteri esecutivo, legislativo e giudiziario. Tale documento fu il primo tentativo da parte di una provincia del Río de la Plata di dotarsi di un organismo giuridico. Lo statuto precedette di poco la ratifica, da parte del Congresso di Tucumán, della Costituzione unitaria, adattata su un modello monarchico e centralista, che fu rifiutata dalle province.

### La battaglia di Cepeda e il Trattato del Pilar
La disgregazione del sistema politico sorto dopo la Rivoluzione di Maggio, con le province dell'interno che cominciarono a dichiarare la propria autonomia sull'esempio di Artigas, spinse il nuovo Direttore Supremo José Rondeau a tentare di risolvere militarmente la situazione. L'ordine di rientro impartito agli eserciti nazionali impegnati contro i realisti in Cile e in Alto Perù trovò tuttavia la disobbedienza di San Martín, comandante del primo, mentre il secondo si ammutinò per non dover combattere una guerra civile.
López e Ramírez, aiutati dal generale cileno in esilio José Miguel Carrera, sconfissero l'esercito del Direttorio il 1º febbraio 1820 nella battaglia di Cepeda. L'esito della battaglia provocò la dissoluzione del Congresso e la fine dello stesso Direttorio; l'unica istituzione sopravvissuta a Buenos Aires, il Cabildo, fu costretta a stipulare con i caudillos vincenti il Trattato del Pilar. L'accordo, firmato il 23 febbraio, riconosceva il federalismo come forma di governo e stabiliva la convocazione di un nuovo Congresso e la libera navigazione dei fiumi Uruguay e Paraná. Il mancato impegno alla lotta contro l'invasione luso-brasiliana nella Banda Oriental provocò un'immediata guerra tra Ramírez ed Artigas.
La sconfitta militare e il trattato avevano causato una serie di rivolgimenti politici a Buenos Aires, dove l'oligarchia cittadina provocò la caduta degli elementi moderati, firmatari dell'accordo. Di fronte all'insorgere della resistenza López invase nuovamente la provincia e sconfisse il nuovo governatore Miguel Estanislao Soler nella battaglia di Cañada de la Cruz. Un ulteriore tentativo di riscatto da parte del successore di Soler, Manuel Dorrego, fu sanguinosamente represso il 2 settembre nella battaglia di Gamonal.

### La guerra con Ramírez
Il 24 novembre López firmò con Buenos Aires un nuovo accordo, il Trattato di Benegas, che ristabiliva la pace tra le due province in cambio di un forte indennizzo alla provincia di Santa Fe per i danni subiti dalla guerra. L'accordo di fatto isolava Ramírez, vincitore nel frattempo di Artigas, colpito nei suoi progetti. Il governatore di Entre Ríos preparò un nutrito esercito, che integrò con un cospicuo numero di cavalli rubati durante un'incursione nel territorio di Santa Fe; poi, al comando di 1.700 uomini, attraversò il Paraná e respinse l'esercito di Buenos Aires in una prima battaglia, ma López riuscì riuscì ad infliggere una pesante sconfitta alla sua retroguardia privandolo di fatto della possibilità di tornare nella sua provincia.
Con l'aiuto del colonnello Arévalo, staccatosi con una divisione di cavalleria dall'esercito di Buenos Aires, López sconfisse ancora Ramírez il 26 maggio 1821 a Coronda, costringendolo a fuggire verso Córdoba; qui fu sorpreso da una pattuglia e rimase ucciso nello scontro. López si fece consegnare la sua testa, che fece imbalsamare ed esporre davanti al cabildo di Santa Fe.

### L'alleanza con Rosas
La sconfitta di Ramírez assicurò un breve periodo di pace nelle province del litorale argentino, suggellato il 25 gennaio 1822 dalla firma del Trattato del Quadrilatero tra le province di Corrientes, Buenos Aires, Entre Ríos e Santa Fe. Il trattato restituiva a Buenos Aires la supremazia economica e politica persa a Cepeda, assegnando alla città il controllo dei ricchi proventi della Dogana e della navigazione dei fiumi interni.
Dopo il fallimento del governo centralista di Rivadavia e l'ascesa al potere nel 1828 di Manuel Dorrego a Buenos Aires, López fu nominato comandante dell'esercito nazionale destinato ad invadere il territorio conteso delle Missioni Orientali, ma lasciò l'incarico a Fructuoso Rivera, che al comando di un centinaio di uomini aveva preceduto la spedizione sollevando con esito la popolazione locale contro il Brasile. Quando Juan Lavalle si sollevò contro Dorrego, sconfiggendolo nella battaglia di Navarro e ordinando la sua fucilazione pochi giorni dopo, López accolse il comandante delle milizie di Buenos Aires, Juan Manuel de Rosas, scampato alla battaglia; i due sconfissero Lavalle il 26 aprile 1829 nella battaglia di Puente de Márquez, costringendolo a venire a patti con Rosas. Quest'ultimo prese il potere pochi mesi dopo.

### La guerra contro laLiga Unitaria
La conquista del potere a Córdoba del generale unitario José María Paz, consolidata dalle vincenti campagne militari di quest'ultimo contro il caudillo di La Rioja Facundo Quiroga, costituì presto una minaccia al sistema di governo federalista difeso da López e Rosas. Sconfitto ancora una volta Quiroga ad Oncativo, Paz promosse una serie di sollevazioni nelle province limitrofe che portarono al potere uomini della sua fazione politica; fece poi firmare un patto tra le province sotto il suo controllo che sanciva la nascita della Liga Unitaria (Lega Unitaria), della quale si fece nominare Supremo Capo Militare.
López promosse la firma del Pacto Federal tra le province di Santa Fe, Entre Ríos e Buenos Aires e fu nominato a capo dell'esercito federale. Fece invadere la provincia di Córdoba da diverse direzioni; le vittorie federali di Pacheco a Fraile Muerto e di Quiroga a Rodeo de Chacón misero in estrema difficoltà Paz, costretto a tentare uno scontro in campo aperto contro il grosso dell'esercito di López prima dell'arrivo di rinforzi da Buenos Aires. Allontanatosi dalle sue truppe per una ricognizione del terreno, il generale fu sorpreso il 10 maggio 1831 da una pattuglia nemica, che lo catturò e lo consegnò al governatore di Santa Fe.
La cattura del proprio comandante dissolse in breve l'esercito unitario; le ultime resistenze furono piegate da Quiroga nella battaglia della Ciudadela.

### Gli ultimi anni
La vittoria federale fece nascere una profonda rivalità personale tra López e Quiroga, mentre l'opposizione decisa di Rosas impedì il suo progetto di dare all'Argentina una forma costituzionale più salda rispetto al Pacto Federal. Nel febbraio del 1832 il governatore di Santa Fe rinunciò al suo incarico di comandante dell'esercito confederato.
Le indagini sull'assassinio di Quiroga, nelle quali furono trovate le prove del coinvolgimento di alcuni alleati di López, gli fecero perdere prestigio all'interno dello schieramento federale; in questo contesto fu contattato da alcuni esponenti unitari coinvolti in una congiura per rovesciare Rosas, ma scosso da dubbi evitò il pronunciamiento.
Minato dalla tubercolosi, López visse un lungo periodo di declino, nel quale vide allontanarsi i suoi alleati più stretti delle vicine province verso la protezione di Rosas, divenuto l'uomo più potente del Río de la Plata grazie alle ingenti risorse economiche della città di Buenos Aires; sul piano interno, a Santa Fe guadagnò sempre maggiore influenza il suo ministro Domingo Cullen. Dopo una lunga malattia, López morì a Santa Fe il 15 giugno 1838.